# Carchemiș
Carchemiș (în turcă Karkamıș; /ˈkɑrkəmɪʃ/ kar-KƏM-ish sau /kɑːrˈkiːmɪʃ/kar-KEE-mish), de asemenea, Karkemiș (hitită Kargamiš; luwiana hieroglifica 𔑵𔗧𔖻𔑺 : 𔑵𔗧𔖻𔑺 Karkamisà, 𔗧𔖱𔗧𔖻𔑶 Karakamisà/Karikamisà; akkadiană 𒃻𒂵𒈩 Gargamiš; egipteană: 𓈎𓄿𓂋𓏭𓈎𓄿𓐛𓏭𓂝𓆷𓄿𓌙𓈉 qꜣrjqꜣmjꜥšꜣ) a fost o importantă capitală în partea de nord a regiunii istorice Siria. În unele epoci istorice orașul era independent, dar a fost și parte a Imperiilor Mitanian, Hitit și Neo-Asirian. În ziua de astăzi se află pe frontiera dintre Turcia și Siria.
A fost locul unei bătălii importante, în jurul anului 605 î.Hr., între babilonieni și egipteni, menționată în Biblie (Ier. 46:2). Orașele învecinate moderne sunt Karkamıș în Turcia și Jarabulus în Siria (Djerablus, Jerablus, Jarablos, Jarâblos); forma originală a toponimului modern pare să fi fost Djerabis sau Jerabis, probabil derivat din Europos, numele antic al așezării elenistico-romane.

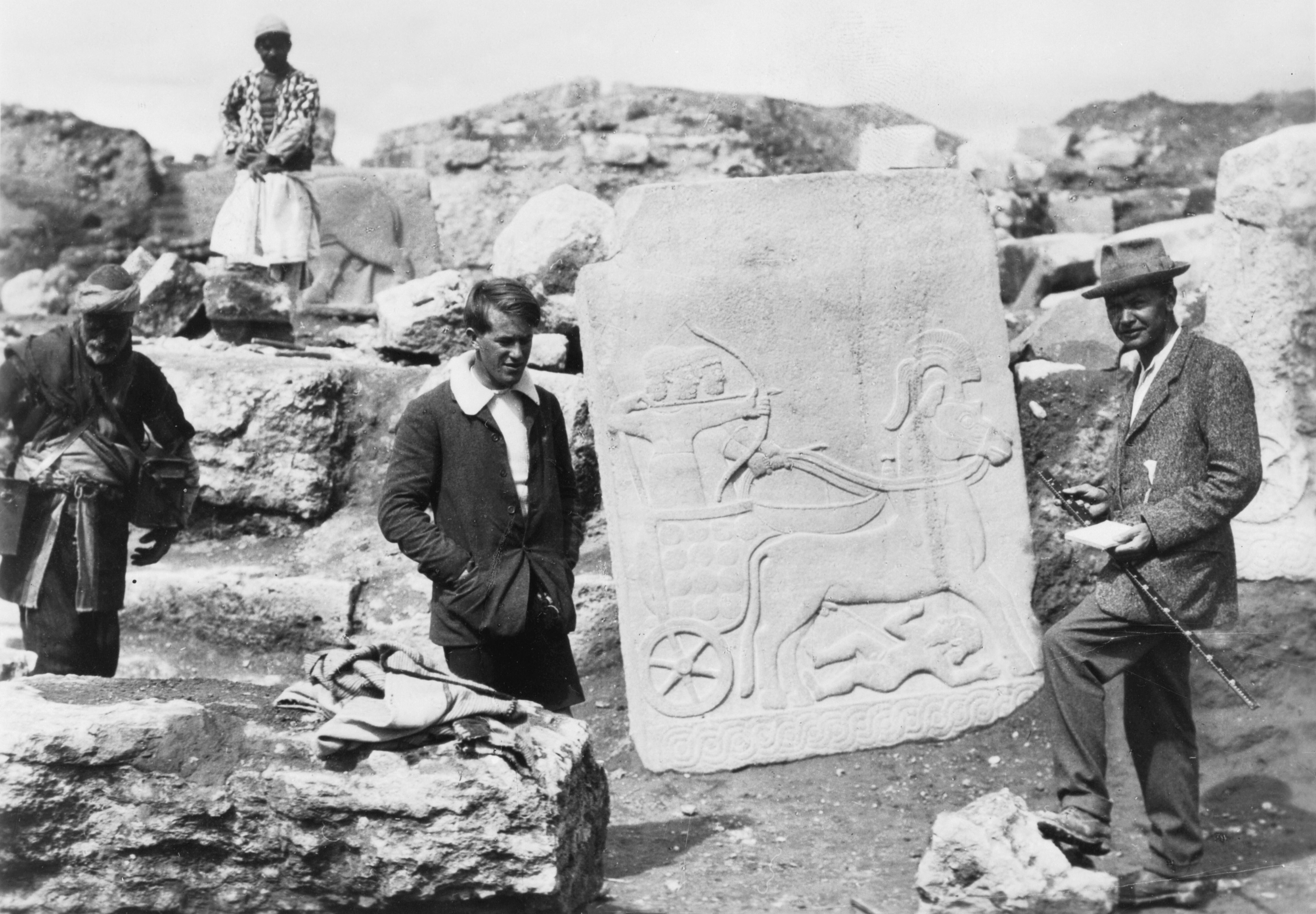
Artefact hitit timpuriu găsit de T.E. Lawrence și Leonard Woolley (la dreapta) în Carchemish.

Carchemiș este acum un ansamblu extins de ruine (90 de hectare, dintre care 55 se află în Turcia și 35 în Siria), situate pe malul de vest al râului Eufrat, la aproximativ 60 km sud-est de Gaziantep, Turcia, și la 100 km nord-est de Alep, Siria. Situl este traversat de calea ferată spre Bagdad, care formează acum granița turco-siriană. Situl include o acropolă de-a lungul râului, un oraș interior înconjurat de valuri de pământ și un oraș exterior (din care cea mai mare parte se află pe teritoriul sirian). Pe sit a fost înființată o bază militară turcească, dar în prezent accesul este restricționat numai în acropolă.